# Panafrikanism
Panafrikanism är en sociopolitisk världsåskådning som fokuserar på afrikanska människors gemenskap med varandra och med afrikanska ättlingar världen över.

## Historia
Panafrikanism kan ses som en intellektuell och filosofisk rörelse, ett sociologiskt koncept eller en politisk strävan. Tanken på afrikansk enhet uppstod inte på kontinenten själv utan i den afrikanska diasporan. Efter århundraden av slavhandel och annat brutalt europeiskt och amerikanskt utnyttjande av den afrikanska kontinenten och dess invånare föddes tanken på en afrikansk gemenskap. Genom sin historia delade afrikaner, afrikanska ättlingar och svarta människor över huvud taget en gemensam erfarenhet av förtryck och rasism. Den panafrikanska tanken hade yttrats i flera litterära verk av afrikanska amerikaner (bland andra Phillis Wheatly och David Walker) som motsatte sig det rasistiska våld och förtryck de utsattes för. Panafrikanismen som sådan konkretiserades dock först år 1900 på den första panafrikanska konferensen i London. Konferensen leddes av juridikstudenten Henry Sylvester Williams och här debatterades bland annat afrikanska länders framtida frigörelse från kolonialmakterna. Panafrikanismens politiska dimension fortsatte att konkretiseras i fyra efterföljande konferenser under 1900-talets första hälft. Panafrikanismen har även funnit uttryck i litterärt (bland annat Négritude), kulturellt och musikaliskt (bland annat Reggae) skapande. 

## Nyckelpersoner (urval)
- Cheikh Anta Diop
- Stokely Carmichael
- W.E.B. Du Bois
- Frantz Fanon
- Marcus Garvey
- Amy Jaqcues Garvey
- Patrice Lumumba
- Bob Marley
- Robert Mugabe
- Kwame Nkrumah
- Léopold Senghor
- Jonas Savimbi
- Malcom X
- Thomas Sankara
- Henry Sylvester Williams

## Symboler

De panafrikanska färgerna

UNIA:s flagga

De panafrikanska färgerna ingår i många afrikanska flaggor (bland annat Etiopien, Ghana, Benin, Burkina Faso, Guinea, Guinea-Bissau, Kamerun och Mali). Som den enda afrikanska stat, förutom Liberia, som inte koloniserades (bortsett från en kort italiensk ockupation på 1930-talet) räknas Etiopien som en förebild för afrikanska stater och efter den etiopiska mallen har ett flertal afrikanska länder designat sina flaggor. Enligt färgsymboliken står rött för det blod som spillts av afrikanska människor under slaveriets och kolonialismens övergrepp, grönt står för Afrikas natur och vegetation och gult för dess rika naturtillgångar. 
Som ett alternativ till de klassiska panafrikanska färgerna kan flaggan till Marcus Garveys organisation Universal Negro Improvement Association (UNIA) nämnas. Här har den gula färgen ersatts med svart som skall symbolisera afrikaners hudfärg.